# Ugo Carcassi
Ugo Carcassi, nato Ugo Efisio Francesco Carcassi, (Cagliari, 12 agosto 1921 – Cagliari, 16 maggio 2016), è stato un medico italiano.

## Biografia
Laureato con Lode in medicina e chirurgia all'Università di Sassari nel 1946, ha insegnato malattie infettive nell'Università di Siena, semeiotica, patologia medica e clinica medica nell'Università di Cagliari e Reumatologia nell'Università di Roma "La Sapienza" (1955-1994). Preside della Facoltà di Medicina e Chirurgia dell'Università di Cagliari dal 1970 al 1981.
Presidente della Associazione Europea di Medicina Interna e successivamente Presidente Onorario della Federazione Europea di Medicina Interna (1989-1994).
Nel 1952, quale British Council scholar, frequentava nella Victoria University di Manchester l'Istituto di Batteriologia, diretto dal Professor H. B. Maitland, conseguendovi il Diploma in Batteriologia.
In questo stesso Istituto, nel 1957, con un finanziamento della British Foundation for the study of the Poliomyelitis aveva eseguito, come Visiting Professor ricerche sulle cardiopatie virali. 
Nel 1962 veniva invitato quale Visiting Professor alla Columbia University di New York al fine di collaborare con Joseph Ferrebbe ed Edward Donnall Thomas (Premio Nobel per la Medicina 1990) alle pionieristiche ricerche sul trapianto di midollo osseo.

Il suo contributo scientifico più rilevante ha riguardato i rapporti tra malaria e talassemia (e successivamente il favismo) in Sardegna. Tra il 1953 ed il 1954 Carcassi ed alcuni suoi collaboratori avevano scelto quattro paesi della provincia di Nuoro, di cui due costieri, intensamente malarici ma con alta frequenza di talassemia .Le ricerche sui gruppi sanguigni avevano dimostrato che le popolazioni dei quattro paesi esaminati erano geneticamente identiche eliminando in questo modo l'ipotesi che potesse trattarsi di due gruppi di popolazioni geneticamente diversi. In base a questi dati si poteva concludere che l'infezione malarica aveva esercitato una pressione selettiva che avvantaggiava gli eterozigoti talassemici (portatori di un solo gene talassemico) rispetto ai soggetti normali che invece potevano soccombere all'infezione da plasmodio malarico.
Questo modello non solo confermava l'ipotesi di Haldane, ma diveniva, anche a livello internazionale, uno degli strumenti classici di ricerca nella genetica di popolazione e contribuiva a trasformare la Sardegna in un laboratorio naturale.
Nel 1951 descriveva per la prima volta un'anemia emolitica acuta, identica a quella del favismo, ma secondaria ad ingestione di piselli, attirando l'attenzione, specie dei medici non italiani, su quadri emolitici acuti apparentemente da cause sconosciute imputabili invece all'ingestione di fave o di piselli anche se surgelati; evento questo raro ma documentato nei paesi del nord Europa. 
Nel 1961 gli veniva affidata la Direzione Scientifica del Centro di Ricerca Ematologica, nell'Ospedale San Francesco di Nuoro, attivato con un contributo concesso dall'Istituto di Ricerche degli Stati Uniti (N.I.H.). I risultati ottenuti da questo Centro Ospedaliero nuorese portavano poi alla costituzione, da parte del Consiglio Nazionale delle Ricerche Italiano, dell'Istituto di Ricerche sulla Talassemia ed Anemie Mediterranee a Cagliari del quale gli veniva affidata la direzione dal 1980 al 1992.
Istituto Nazionale di Assistenza delle Malattie (INAM) creava un servizio di Reumatologia presso il Poliambulatorio di Oristano affidato al Professor Carcassi (1965-1987).
Nel 1975 veniva insignito dell'onorificenza di Commendatore della Repubblica Italiana su proposta del Ministro della Pubblica Istruzione. 
Per le molteplici attività cliniche, didattiche e di ricerca, il 22 maggio 2012 gli veniva attribuita dal Lions Club Cagliari Host la Maschera Punica, istituita dal 1987 e "da conferire ad un sardo di nascita che abbia fatto conoscere la Sardegna anche al di fuori dei suoi confini".
I suoi interessi culturali e scientifici hanno riguardato campi diversi, fra i quali l'insegnamento della Medicina nella Comunità Europea

e le affezioni di personaggi illustri quali Cristoforo Colombo

, Papa Giovanni XXI, Giuseppe Garibaldi, Nicolò Paganini, Giacomo Casanova.
È autore di numerose monografie e di oltre 500 lavori scientifici pubblicati su riviste nazionali ed internazionali, Presidente Onorario a vita della Federazione Europea di Medicina Interna, membro della New York Academy of Sciences (USA - 1983), e della Royal Society of Medicine (UK - 1980). Nel 1988 è stato eletto membro d'Onore (Honorary Member) dell'Indian Rheumatism Association e nel 1997 membro d'Onore (Honorary Fellow) del Royal College of Physicians of London (UK)
È Professore Emerito di Clinica Medica nella Facoltà di Medicina dell'Università di Cagliari dal 1995. Morirà il 16 maggio 2016 nella sua casa a Cagliari come reso noto dal cronista Marcello Polastri, "circondato dall'amore dei suoi cari. 
.
.
Già  nel  2011 l'Università di Cagliari gli ha dedicato un Convegno scientifico.